# Lærkeskolen
Lærkeskolen er en offentlig folkeskole i Stenløse der inkluderer 0. til og med 9. klassetrin.
Til skolen er tilknyttet SFO og ungdomsskole, ligesom Stenløse Idrætsforening holder til på skolens område.
|  | Denne artikel om en bygning eller et bygningsværk kan blive bedre, hvis der indsættes et (bedre) billede. Du kan hjælpe ved at afsøge Wikimedia Commons for et passende billede eller lægge et op på Wikimedia Commons med en af de tilladte licenser og indsætte det i artiklen. |

55°45′51″N 12°11′49″Ø / 55.764255°N 12.196992°Ø